# Bobby Hull
Robert Marvin „Bobby“ Hull, OC (* 3. Januar 1939 in Pointe Anne, Ontario; † 30. Januar 2023) war ein kanadischer Eishockeyspieler und -trainer, der im Verlauf seiner aktiven Karriere zwischen 1955 und 1980 unter anderem 1182 Spiele für die Chicago Black Hawks, Winnipeg Jets und Hartford Whalers in der National Hockey League sowie 471 weitere ebenfalls für die Winnipeg Jets in der World Hockey Association auf der Position des linken Flügelstürmers bestritten hat.
Hull gehörte zu den wenigen Spielern, die sowohl den Stanley Cup der NHL als auch die Avco World Trophy der WHA in ihrer Karriere gewannen. Darüber hinaus errang er mit der kanadischen Nationalmannschaft beim Canada Cup 1976 die Goldmedaille und erhielt zahlreiche individuelle Auszeichnungen, die mit der Aufnahme in die Hockey Hall of Fame im Jahr 1983 gekrönt wurden. Mit seinem Sohn Brett Hull, der in seiner Karriere nicht minder erfolgreich war, hält er alle wichtigen Vater-Sohn-Rekorde in der NHL.

## Karriere
Schon mit 15 Jahren sicherten sich die Chicago Black Hawks mit Bobby Hull einen der hoffnungsvollsten jungen Spieler. Nach drei Spielzeiten bei den Galt Black Hawks und den St. Catharines Teepees in der Ontario Hockey Association holten ihn die Blackhawks zur Saison 1957/58 in ihren Kader. Er spielte eine starke Rookiesaison, in der er 47 Scorerpunkte erreichte, doch Frank Mahovlich erhielt die Calder Memorial Trophy als bester Neuling der Liga.
Ab der Saison 1959/60 bildete er mit Bill Hay und Murray Balfour die Million Dollar Line. Er steigerte seine Bestleistung auf 81 Punkte und war damit der erfolgreichste Scorer der NHL. Doch viel wichtiger als seine Punkte war der positive Einfluss, den er gemeinsam mit Stan Mikita auf das Erscheinungsbild der Black Hawks hatte. In der Zeit vor Hull hatte man sich in Chicago in zwölf Jahren nur einmal für die Playoffs qualifiziert und das Faninteresse war deutlich zurückgegangen. Mit ihm kamen wieder positive Schlagzeilen und das Team spielte sich wieder in die Herzen der Fans in Chicago. Mit ihm stand auch sein Bruder Dennis Hull im Kader der Black Hawks. Zusammen mit Mikita arbeitete er an der Entwicklung eines gebogenen Eishockeyschlägers. Hull zeichnete sowohl seine Schnelligkeit wie auch sein harter platzierter Schuss aus.
Die Saison 1960/61 verlief für Hull selbst enttäuschend, doch in den Playoffs fand er zu seiner Form zurück und konnte nach 23 Jahren den Stanley Cup wieder nach Chicago holen. Im Jahr darauf war er der dritte Spieler der NHL-Geschichte nach Maurice Richard und Bernie Geoffrion, der 50 Tore in einer Spielzeit erzielte. Bis 1969 erreichte er diese Marke viermal und war der erste, der sie übertreffen konnte. So nah wie in der Saison 1970/71 waren die Blackhawks nie mehr an einen weiteren Stanley Cup gekommen. Mit 25 Punkten spielte Hull eine überragende Endrunde. Im siebten Spiel in Chicago führten die Hawks nach zwei Dritteln mit 2:1, doch ein überragender Ken Dryden im Tor der Canadiens de Montréal brachte Chicago zur Verzweiflung und Montreal gewann mit 3:2.
Im Laufe der folgenden Saison kam der Schock für die Chicago Black Hawks. Ihr Star, der Golden Jet nahm ein Angebot der Winnipeg Jets aus der neu gegründeten World Hockey Association an. Er war der erste Spieler, der einen Vertrag über eine Million Dollar unterschrieb. Die NHL strich ihn dafür auch aus dem Kader für die Summit Series 1972. Von 1972 bis 1974 war Hull als Spielertrainer bei den Jets tätig und dadurch auch erster Cheftrainer in der Franchise-Geschichte der Jets. Er war das Aushängeschild der WHA und mit seiner Verpflichtung war es der neuen Liga gelungen, dass man sie ernst nahm. Bei der Summit Series 1974 kam er dann auch zu seiner Serie gegen die Sowjetunion. In Winnipeg bildete er ab der Saison 1974/75 mit den beiden Schweden Anders Hedberg und Ulf Nilsson The Hot Line, eine der besten Sturmreihen der WHA. Zweimal gewann er in der WHA die Avco World Trophy. Beim Canada Cup 1976 durfte er dann gemeinsam mit seinen Kollegen aus der NHL für Kanada spielen. Mit fünf Toren war er erfolgreichster Torschütze des Turniers.
Als die WHA aufgelöst wurde und die Jets in die NHL übertraten, kehrte er in der Saison 1979/80 in die NHL zurück. 18 Spiele bestritt er für Winnipeg, bevor er an die Hartford Whalers abgegeben wurde. Hier spielte er zusammen mit Gordie Howe, einer weiteren Legende, die aus der WHA in die NHL zurückgekehrt war. Nach der Saison beendete er seine Karriere, spielte jedoch 1981 noch einmal für die New York Rangers, als diese in Schweden vor der Saison einige Freundschaftsspiele bestritten. 1983 wurde er mit der Aufnahme in die Hockey Hall of Fame geehrt.
Hull starb am 30. Januar 2023 im Alter von 84 Jahren.

## Erfolge und Auszeichnungen
| - 1960 Art Ross Trophy - 1960 Bester Torschütze der NHL (gemeinsam mit Bronco Horvath) - 1960 NHL First All-Star Team - 1960 Teilnahme am NHL All-Star Game - 1961 Stanley-Cup-Gewinn mit den Chicago Black Hawks - 1961 Teilnahme am NHL All-Star Game - 1962 Art Ross Trophy - 1962 Bester Torschütze der NHL - 1962 NHL First All-Star Team - 1962 Teilnahme am NHL All-Star Game - 1963 NHL Second All-Star Team - 1963 Teilnahme am NHL All-Star Game - 1964 Bester Torschütze der NHL - 1964 NHL First All-Star Team - 1964 Teilnahme am NHL All-Star Game - 1965 Hart Memorial Trophy - 1965 Lady Byng Memorial Trophy - 1965 NHL First All-Star Team - 1965 Teilnahme am NHL All-Star Game - 1966 Art Ross Trophy - 1966 Bester Torschütze der NHL - 1966 Hart Memorial Trophy - 1966 NHL First All-Star Team - 1967 Teilnahme am NHL All-Star Game - 1967 Bester Torschütze der NHL - 1967 NHL First All-Star Team - 1968 Teilnahme am NHL All-Star Game - 1968 Bester Torschütze der NHL - 1968 NHL First All-Star Team | - 1969 Teilnahme am NHL All-Star Game - 1969 Bester Torschütze der NHL - 1969 NHL First All-Star Team - 1969 Lester Patrick Trophy - 1970 Teilnahme am NHL All-Star Game - 1970 Most Valuable Player des NHL All-Star Game - 1970 NHL First All-Star Team - 1971 Teilnahme am NHL All-Star Game - 1971 Most Valuable Player des NHL All-Star Game - 1971 NHL Second All-Star Team - 1972 Teilnahme am NHL All-Star Game - 1972 NHL First All-Star Team - 1973 Teilnahme am WHA All-Star Game - 1973 Gary L. Davidson Award - 1973 WHA First All-Star Team - 1974 Teilnahme am WHA All-Star Game - 1974 WHA First All-Star Team - 1975 Gary L. Davidson Award - 1975 WHA First All-Star Team - 1976 Avco-World-Trophy-Gewinn mit den Winnipeg Jets - 1976 WHA Second All-Star Team - 1978 Avco-World-Trophy-Gewinn mit den Winnipeg Jets - 1978 WHA Second All-Star Team - 1978 Officer of the Order of Canada - 1983 Sperrung der Trikotnummer 9 durch die Chicago Black Hawks - 1983 Aufnahme in die Hockey Hall of Fame - 1989 Sperrung der Trikotnummer 9 durch die Winnipeg Jets (aufgehoben im Jahr 2014) - 2000 Teilnahme am Heroes of Hockey Game |

### International
- 1976 Goldmedaille beim Canada Cup

## Karrierestatistik

### International
Vertrat Kanada bei:
- Summit Series 1974
- Canada Cup 1976

(Legende zur Spielerstatistik: Sp oder GP = absolvierte Spiele; T oder G = erzielte Tore; V oder A = erzielte Assists; Pkt oder Pts = erzielte Scorerpunkte; SM oder PIM = erhaltene Strafminuten; +/− = Plus/Minus-Bilanz; PP = erzielte Überzahltore; SH = erzielte Unterzahltore; GW = erzielte Siegtore; 1 Play-downs/Relegation; Kursiv: Statistik nicht vollständig)

### WHA-Trainerstatistik
(Legende zur Trainerstatistik: Sp oder GC = Spiele insgesamt; W oder S = erzielte Siege; L oder N = erzielte Niederlagen; T oder U = erzielte Unentschieden; OTL oder OTN = erzielte Niederlagen nach Overtime oder Shootout; Pts oder Pkt = erzielte Punkte; Pts% oder Pkt% = Punktquote; Win% = Siegquote; Resultat = erreichte Runde in den Play-offs)